# Wigan Athletic Football Club 2013-2014
Questa voce raccoglie le informazioni riguardanti il Wigan Athletic Football Club nelle competizioni ufficiali della stagione 2013-2014.

## Stagione
La squadra partecipa al campionato di seconda serie concluso al quinto posto con il raggiungimento dei play-off poi persi contro il QPR.
In virtù della vittoria della FA Cup 2012-2013, la squadra partecipa alla UEFA Europa League uscendo alla fase a gironi.

## Rosa
| N. |                        | Ruolo | Calciatore       |
| -- | ---------------------- | ----- | ---------------- |
| 1  | Inghilterra (bandiera) | P     | Scott Carson     |
| 3  | Scozia (bandiera)      | D     | Stephen Crainey  |
| 5  | Scozia (bandiera)      | D     | Gary Caldwell    |
| 6  | Norvegia (bandiera)    | D     | Thomas Rogne     |
| 7  | Irlanda (bandiera)     | C     | Chris McCann     |
| 8  | Inghilterra (bandiera) | C     | Ben Watson       |
| 9  | Inghilterra (bandiera) | A     | Grant Holt       |
| 10 | Scozia (bandiera)      | A     | Shaun Maloney    |
| 11 | Irlanda (bandiera)     | C     | James McClean    |
| 12 | Inghilterra (bandiera) | P     | Mike Pollitt     |
| 13 | Inghilterra (bandiera) | P     | Lee Nicholls     |
| 15 | Inghilterra (bandiera) | A     | Callum McManaman |
| 16 | Scozia (bandiera)      | C     | James McArthur   |
| 17 | Barbados (bandiera)    | D     | Emmerson Boyce   |
| 18 | Honduras (bandiera)    | C     | Roger Espinoza   |
| 19 | Inghilterra (bandiera) | C     | Nick Powell      |

| N. |                        | Ruolo | Calciatore            |
| -- | ---------------------- | ----- | --------------------- |
| 20 | Scozia (bandiera)      | C     | Fraser Fyvie          |
| 21 | Spagna (bandiera)      | D     | Iván Ramis            |
| 22 | Cile (bandiera)        | C     | Jean Beausejour       |
| 23 | Honduras (bandiera)    | D     | Juan Carlos García    |
| 24 | Inghilterra (bandiera) | D     | James Perch           |
| 25 | Inghilterra (bandiera) | D     | Leon Barnett          |
| 26 | Oman (bandiera)        | P     | Ali Al-Habsi          |
| 27 | Inghilterra (bandiera) | D     | Jordan Mustoe         |
| 29 | Francia (bandiera)     | A     | Nouha Dicko           |
| 30 | Irlanda (bandiera)     | D     | Rob Kiernan           |
| 32 | Francia (bandiera)     | A     | Marc-Antoine Fortuné  |
|    | Scozia (bandiera)      | D     | Aaron Taylor-Sinclair |
|    | Inghilterra (bandiera) | D     | Andrew Taylor         |
|    | Inghilterra (bandiera) | C     | James Tavernier       |
|    | Spagna (bandiera)      | A     | Oriol Riera           |

## Risultati

### Community Shield
| Arbitro: | Mark Clattenburg |

|                    |           |  |
| van Persie 6’, 59’ | Marcatori |  |

### Europa League
| Bruges 19 settembre 2013, ore 19:00 UTC+2 | Zulte Waregem | 0 – 0 referto | Wigan | Stadio Jan Breydel\| Arbitro: \| Marcin Borski \| |
| Arbitro:                                  | Marcin Borski |               |       |                                                   |

| Arbitro: | Aleksandar Stavrev |

|                              |           |             |
| Powell 22’, 90+1’ Watson 34’ | Marcatori | 60’ Tavares |

| Arbitro: | Florian Meyer |

|            |           |               |
| Powell 40’ | Marcatori | 15’ Prudnikov |

| Arbitro: | Hüseyin Göçek |

|             |           |  |
| Kuz'min 22’ | Marcatori |  |

| Arbitro: | Ruddy Buquet |

|            |           |                        |
| Barnett 7’ | Marcatori | 37’ Hazard 88’ Malanda |

| Arbitro: | Szymon Marciniak |

|                         |           |                  |
| Mezga 43’ Filipović 59’ | Marcatori | 41’ (rig.) Gómez |